# Newland, Tarlton & Co.

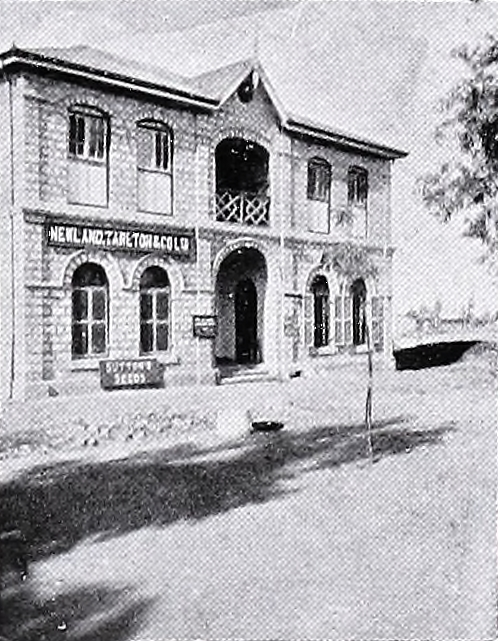
Newland, Tarlton & Co., um 1908

Newland, Tarlton & Co. ist ein 1904 in Nairobi gegründeter kenianischer Veranstalter und Ausrüster von Safaris. Das Unternehmen war zunächst in zahlreichen Geschäftsfeldern aktiv, neben dem Safarigeschäft auch Grundstücks- und Viehhandel und Handel mit und Instandhaltung von Kraftfahrzeugen. Newland, Tarlton & Co. befand sich bis 2001 im Besitz der Nachkommen Leslie Tarltons. Heute organisiert das Unternehmen Safaris, einschließlich der Bereitstellung luxuriöser Ausrüstung, und verkauft Möbel und Accessoires im Safari-Stil.

## Erste Jahre

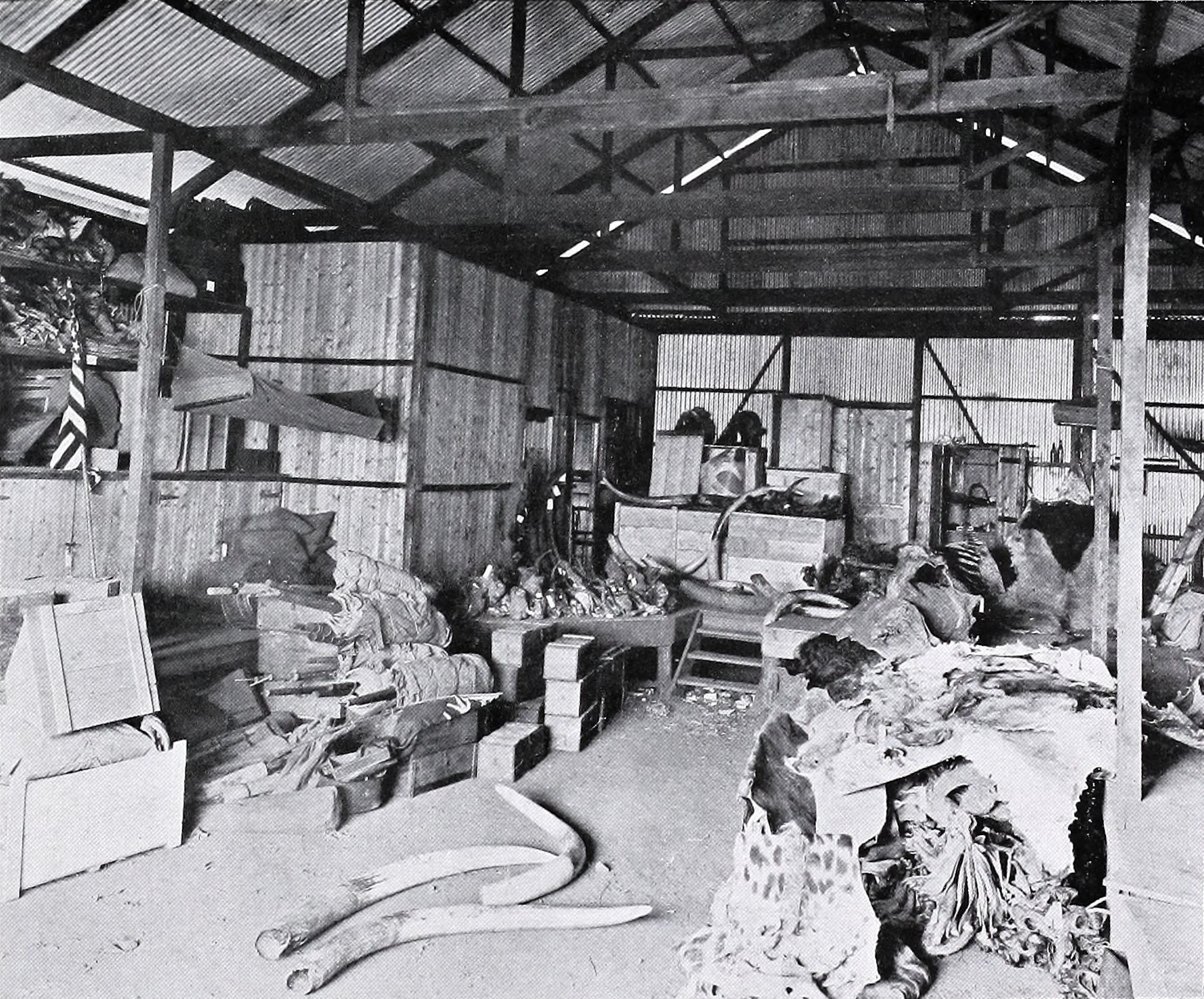
Innenansicht des Ladengeschäfts, um 1908

Nach dem Zweiten Burenkrieg kamen britische Veteranen, unter ihnen Victor Newland und die Brüder Henry und Leslie Tarlton, als Führer wohlhabender Touristen aus Europa und den Vereinigten Staaten nach Britisch-Ostafrika. Nairobi war wenige Jahre zuvor als Eisenbahnlager und Versorgungsdepot gegründet worden und zeigte sich zu dieser Zeit nur als eine Ansammlung von Blechhütten. 1904 konnten die Tarltons und Newland ein Startkapital von 200 Pfund aufbringen, mit dem sie Newland, Tarlton & Co. zunächst als Grundstücksagentur und Viehhandel gründeten. Der erste Firmensitz war ein Blechschuppen, über dessen Eingang sie 1905 ein großes Schild mit der Aufschrift „Newland and Tarlton Safari Outfitters“ aufhängten.
Das Unternehmen war der erste professionelle Safari-Ausrüster und hatte mit der Organisation von Safaris für europäische und amerikanische Jagdtouristen rasch großen Erfolg. Das halbe Dutzend Großwildjäger der Gegend wurde verpflichtet, darunter Männer wie Richard John Cuninghame. Ein gut vernetzter Vertrauensmann in London machte in den Gentlemen’s Clubs der Stadt Werbung für Newland & Tarlton. Das Unternehmen unterhielt am Piccadilly, nahe dem Hotel Ritz, ein Büro. Während der Umsatz im ersten Jahr des Bestehens nur 500 Pfund betrug, stieg er bis 1907 auf 30.000 Pfund alleine für den Rinderhandel.

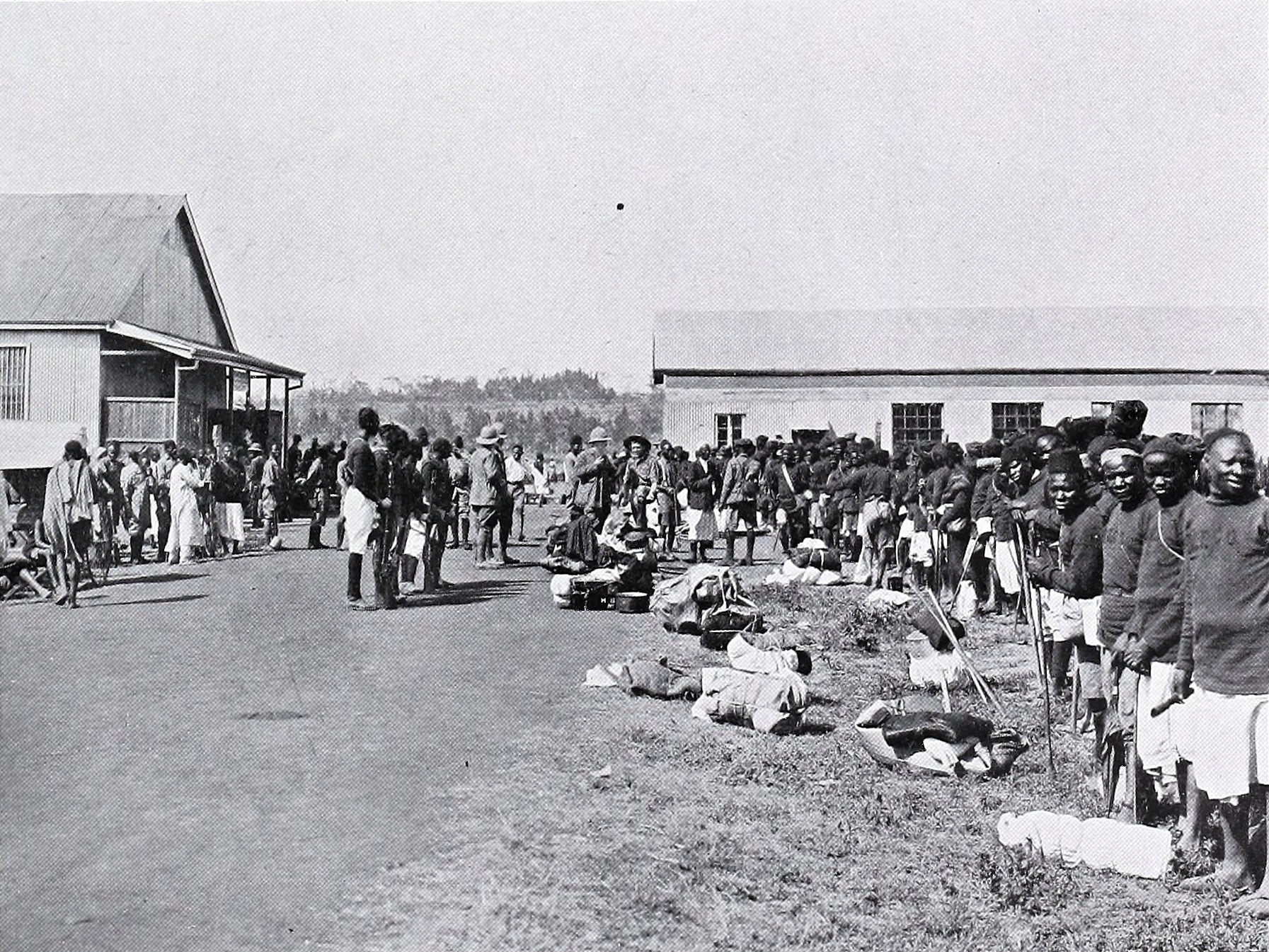
Von Newland, Tarlton & Co. organisierte Safari, die Träger in der vom Unternehmen gestellten Kleidung, um 1908

Wegen der Lage im Landesinnern, weit entfernt vom Seehafen Mombasa und von den bevorzugten Jagdgebieten, war die Organisation der Safaris eine Herausforderung. Während Newland für die Finanzen zuständig war, kümmerte Leslie Tarlton sich um die Logistik. Für jeden Teilnehmer einer Safari, die wenige Wochen bis ein Jahr dauern konnte, wurden dreißig Träger benötigt. Jeder der einheitlich in weiße Hosen und marineblaue Hemden mit dem scharlachrot eingestickten „N & T“-Logo gekleideten Träger konnte bis zu 60 Pfund tragen, etwa 27 Kilogramm. Die vom Unternehmen gestellten Stiefel wurden oft an den Schnürsenkeln um den Hals gehängt, sei es aus Bequemlichkeit, oder um die kostbaren Kleidungsstücke nicht abzunutzen. Den Kunden wurde meist die komplette Ausrüstung in der gewünschten Qualität gestellt, Waffen und Munition, Zelte, Feldbetten und Moskitonetze, Ausrüstung zum Präparieren der Jagdtrophäen, Wasser, Lebensmittel und Luxusgüter wie Champagner oder Gänseleberpastete von Fortnum & Mason. Alleine in der Saison 1907/08 schossen Kunden auf von Newland & Tarlton organisierten Safaris fast 200 Löwen. Vor dem Ersten Weltkrieg war Newland, Tarlton & Co. der größte Arbeitgeber in der Region.

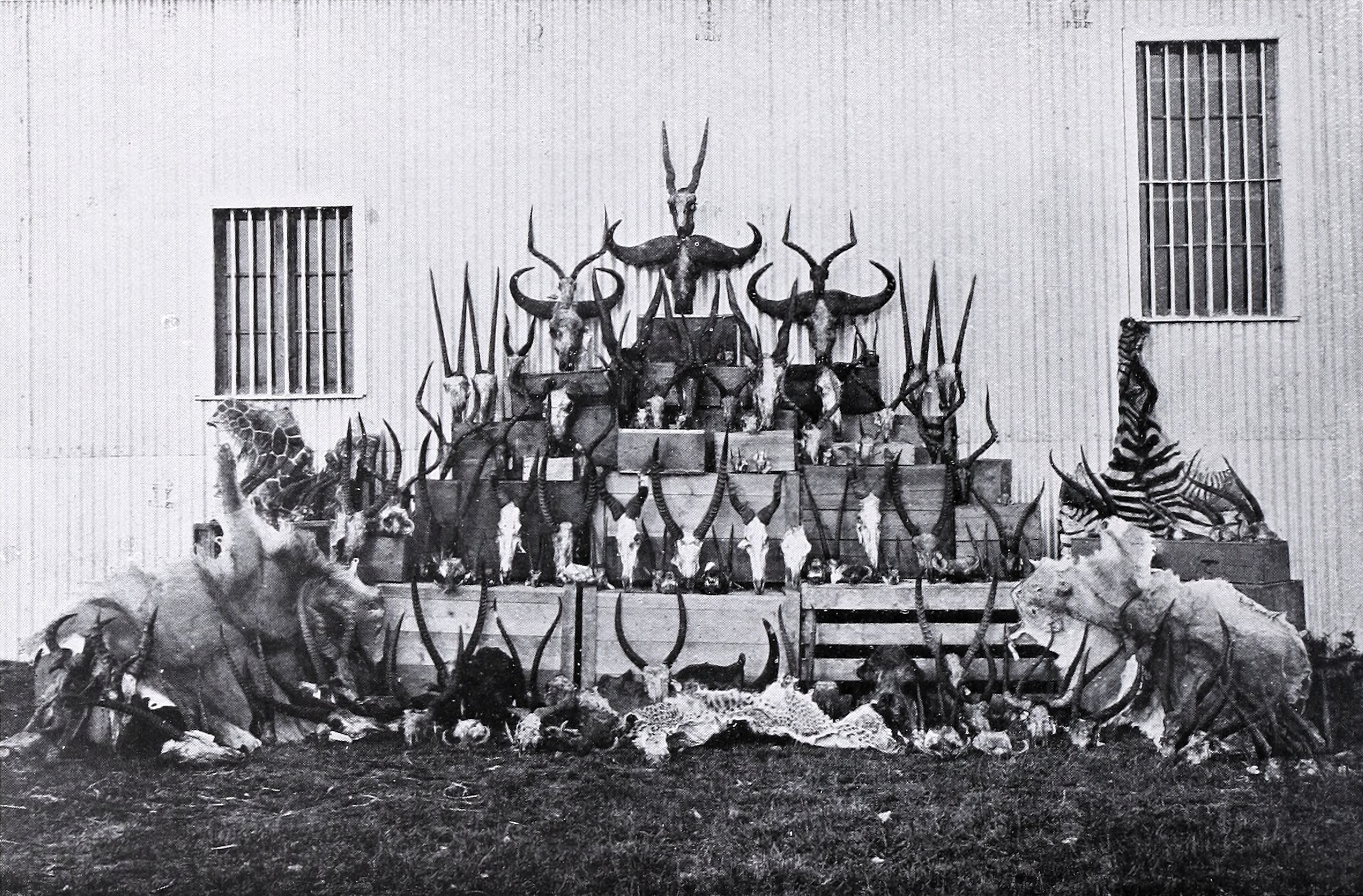
Jagdtrophäen, von Kunden des Unternehmens geschossen, um 1908

Große Expeditionen oder solche von bedeutenden Kunden wurden oft von Leslie Tarlton selbst begleitet. Das galt beispielsweise für die Expeditionen von Carl und Delia Akeley im Jahr 1906. Eine der größten jemals durchgeführten Afrika-Expeditionen war die Smithsonian-Roosevelt African Expedition vom April 1909 bis März 1910. Der erfahrene Jäger und Offizier Theodore Roosevelt war Leiter der Expedition und wollte die Organisation in der Art einer militärischen Unternehmung selbst übernehmen. Erst nach Drängen von Frederick Selous übertrug er die Organisation vor Ort Newland, Tarlton & Co. Führer der Expedition wurde Richard John Cuninghame, der Roosevelt als der beste Elefantenjäger in Afrika empfohlen wurde und bereits mit dem Unternehmen zusammengearbeitet hatte. Als zweiter weißer Jäger und „Adjutant“ Cuninghames begleitete Tarlton die Expedition, während sie sich in Ostafrika befand. Nach der Expedition äußerte sich Roosevelt während eines Vortrags vor der National Geographic Society sehr zufrieden mit Newland, Tarlton & Co., die ihre Aufgabe „exzellent“ erfüllt hätten. In ganz Afrika könne man „keine besseren Führer und Safarimanager für eine solche Unternehmung als die Herren R. J. Cuninghame und Leslie Tarlton finden“.

## Nach dem Ersten Weltkrieg
Bis 1917 hatten Newland, Tarlton & Co. sich fest in der Wirtschaft und Politik Britisch-Ostafrikas etabliert. Das Unternehmen war stark diversifiziert und warb für seine Tätigkeitsfelder Safari- und Reiseausstatter, Land- und Immobilienagentur, Investmentmanagement, Import und Auktionen von Vieh und anderen Gütern und Kraftfahrzeugwartung und -ausstattungen. Newland, Tarlton & Co. waren der einzige Vertragshändler der Ford Motor Company in Britisch-Ostafrika und Uganda. Es bestanden neben der Vertretung in London Niederlassungen in Nakuru und Kampala. Das Unternehmen verlegte nicht nur Reiseliteratur für Touristen, sondern auch Fachliteratur für den örtlichen Handel und die Landwirtschaft.
1919 verließ Newland das Unternehmen und kehrte nach Australien zurück. Newland, Tarlton & Co. wurde von Leslie Tarlton unter dem bisherigen Namen fortgeführt. Das Unternehmen befand sich über Jahrzehnte im Familienbesitz und besteht weiter als Veranstalter von Safaris und Anbieter luxuriöser Ausrüstung. Daneben verkauft das Unternehmen Artikel im Safari-Stil, von modischen Accessoires bis hin zu Möbeln. Seit 2001 ist Donald Young Inhaber und Geschäftsführer.